# Robert de Laurenbourg
Pour les articles homonymes, voir Robert Ier.
Robert Ier de Laurenbourg, décédé en 1152.
Il fut comte de Laurenbourg.

## Famille
Fils du comte Dedo de Laurenbourg et d'Anastasie von Arnstein.
En 1135, Robert Ier de Laurenbourg épousa Béatrix de Limbourg (fille de Waléran II de Limbourg).
Trois enfants sont nés de cette union :
- Arnold II de Laurenbourg, comte de Laurenbourg (décédé en 1154) ;
- Robert II de Laurenbourg (décédé en 1159, comte de Laurenbourg ;
- Valéran Ier de Laurenbourg en Nassau, comte de Nassau et de Laurenbourg.

Robert Ier de Nassau appartint à la première branche de la Maison de Nassau.